# Будки Незнанівські
Будки Незнанівські — колишнє село в Україні, у теперішньому Львівському районі Львівської області. Відселене і зруйноване радянською владою після Другої світової війни у зв'язку зі створенням на території, яка включала це село та сусідні села (Язениця Руська, Язениця Польська і Бербеки), авіаційного полігону. Колишній північний присілок села Соколя. Село лежало на березі річечки Бобрівки, притоки Західного Бугу.
Згідно з даними перепису населення від 1900 року в селі мешкало 639 осіб, з них 34 греко-католики, 583 римокатоликів, 14 юдеїв та 8 іншого. Цей же перепис подає, що 15 мешканців села вказали рідною мовою українську (русинську), 617 — польську та 7 — німецьку.
Греко-католицька громада села належала до парафії села Незнанів, а римо-католицька громада — до парафії Кам'янки Струмилової.
За часів Польської Республіки до 1934 року село було самоврядною громадою у  Камінецькому повіті Тернопільського воєводства. У зв'язку з адміністративною реформою 1 серпня 1934 року село було включене до новоутвореної сільської ґміни Незнанів того ж повіту і того ж воєводства. Станом на 1 січня 1939 року у селі Будки Незнанівські мешкало 930 осіб, з них: 40 українців, 885 поляків та 5 юдеїв. 
По війні село увійшло в склад УРСР і незабаром було ліквідоване. Частину селян радянська влада вивезла до Сибіру, а решту розселили у навколишніх селах, які не підпадали ліквідації через створення військового полігону на території сусідніх сіл.